# Cold Prey 3
Série
Cold Prey 2
(2008)
Pour plus de détails, voir Fiche technique et Distribution.
Cold Prey 3 : The Beginning (Norvégien : Fritt Vilt III, litt. "Saison ouverte III") est un film d'horreur norvégien réalisé par Mikkel Brænne Sandemose, sorti en 2010.
C'est la préquelle des Cold Prey et Cold Prey 2.

## Synopsis
Cette préquelle explique les origines obscures du tueur qu'a affronté Jannicke à deux reprises. Cold Prey 3 raconte la vie très violente du tueur, avant son arrivée à l’hôtel.

## Fiche technique
- Titre original : Fritt Vilt III
- Titre international : Cold Prey 3
- Réalisation : Mikkel Brænne Sandemose
- Scénario : Peder Fuglerud et Lars Gudmestad
- Photographie : Ari Willey
- Montage : Wibecke Rønseth
- Musique : Magnus Beite
- Production : Kristian Sinkerud et Martin Sundland
- Société de production : Fantefilm
- Pays d'origine :  Norvège
- Langue originale : norvégien
- Genre : horreur
- Durée : 95 minutes
- Dates de sortie : 
  -  Norvège : 15 octobre 2010
  -  France : 28 janvier 2011 (Festival international du film fantastique de Gérardmer)
- Film interdit aux moins de 16 ans.

## Distribution
- Ida Marie Bakkerud (VF : Delphine Rivière) : Hedda
- Kim S. Falck-Jørgensen (VF : Alexandre Nguyen) : Anders
- Pål Stokka (VF : Benjamin Alazraki) : Magne
- Julie Rusti (VF : Catherine Desplace) : Siri
- Arthur Berning (VF : Kelyan Blanc): Simen
- Sturla Rui (VF : Benjamin Pascal) : Knut
- Terje Ranes (VF : Renaud Meyer) : Einar
- Nil Johnson (VF : Mario Pecqueur) : Jon
- Hallvard Holmen : Bjørn Brath
- Trine Wiggen : Magny Brath